# Mark Fuller (zápasník)
Mark Albert Fuller (* 25. března 1961 Roseville, USA) je bývalý americký reprezentant v zápase, specialista na zápas řecko-římský. Jeho největším sportovním úspěchem je 2. místo z Panamerických her v roce 1983 v kategorii do 52 kg a 7. místo z mistrovství světa téhož roku, ale v kategorii do 48 kg. Třikrát reprezentoval Spojené státy na letních olympijských hrách, vždy v kategorii do 48 kg. V roce 1984 v Los Angeles vypadl ve druhém, v roce 1988 v Soulu a v roce 1992 v Barceloně ve třetím kole.